# 踏繪

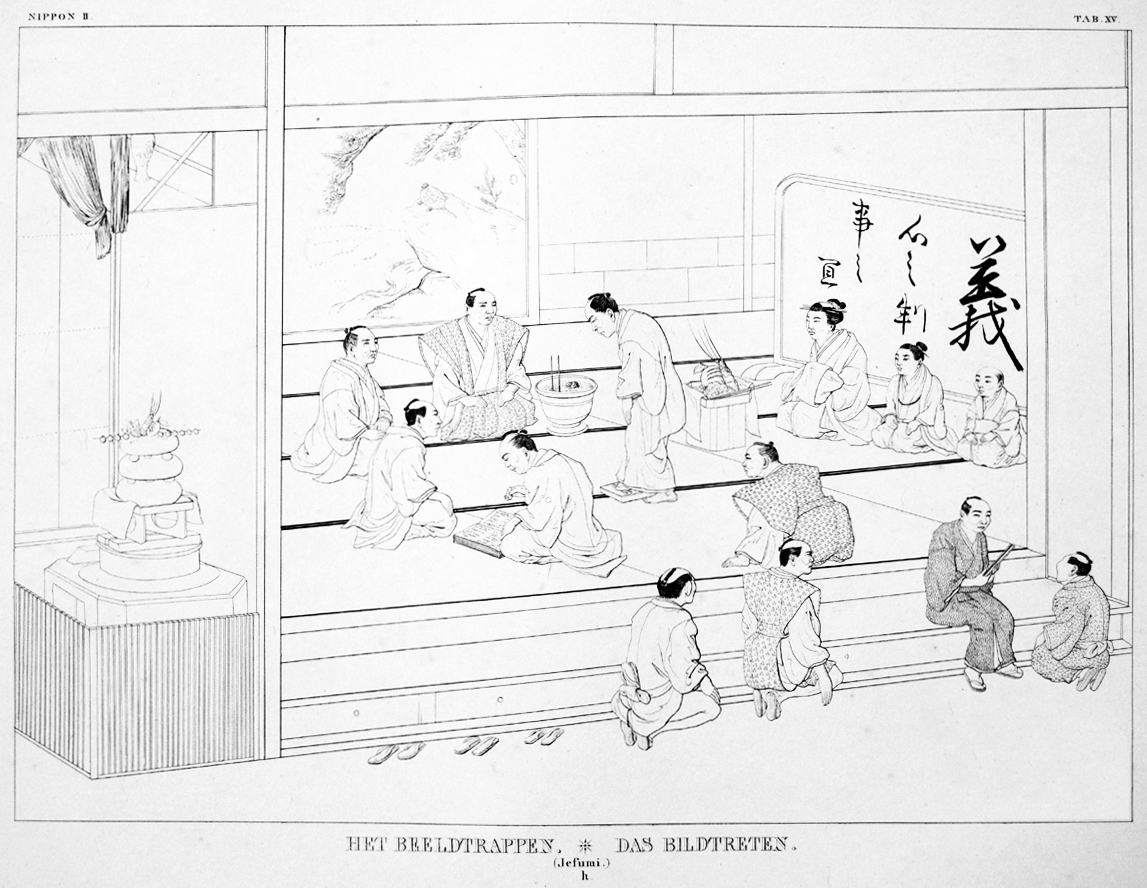
菲利普·弗蘭茲·馮·西博爾德所繪的踏繪儀式。

踏繪是日本人在德川幕府時期發明的儀式，目的是為了探明外人是否基督徒。踏繪有背棄基督教的意思，禁止基督教時曾經下令要所有教民踐踏以示叛教，違抗者處刑。在禁止基督教後亦用於測試進入當地的荷蘭人是否傳教士。

## 歷史
1612年，江戶幕府將軍德川家康下令禁止基督教。1619年，德川秀忠又在全國各地的高札場發佈禁教令。
1629年，幕府發表了「踏繪」命令，命令所有的基督徒每年都要踐踏基督教聖像以示背棄基督教，拒絕者則被當作基督徒逮捕處罰。關於踏繪這個儀式的提案具體是誰提出的，至今仍是個謎，有荷蘭人提出說、澤野忠庵提出說等等不同的說法。
在江戶幕府的高壓政策下，有些吉利支丹（基督徒）不得不改變宗教信仰（宗門改），另一些則秘密繼續信仰基督教。此後，江戶幕府亦用於測試來到日本的歐洲人是否為傳教士。
1856年，長崎、下田等通商口岸廢除了踏繪這個儀式，但對吉利支丹的鎮壓政策直到明治維新後仍在繼續。直到1873年日本明治天皇廢除了對基督教的禁令，踏繪這一儀式才退出歷史舞臺。

## 踩踏物

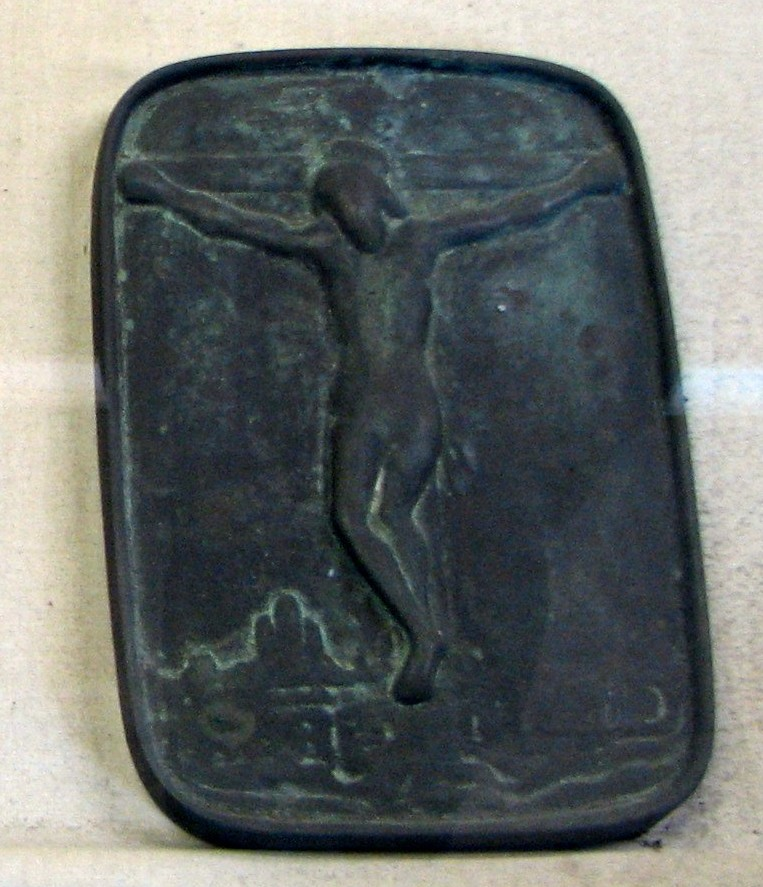
踩踏用耶穌像

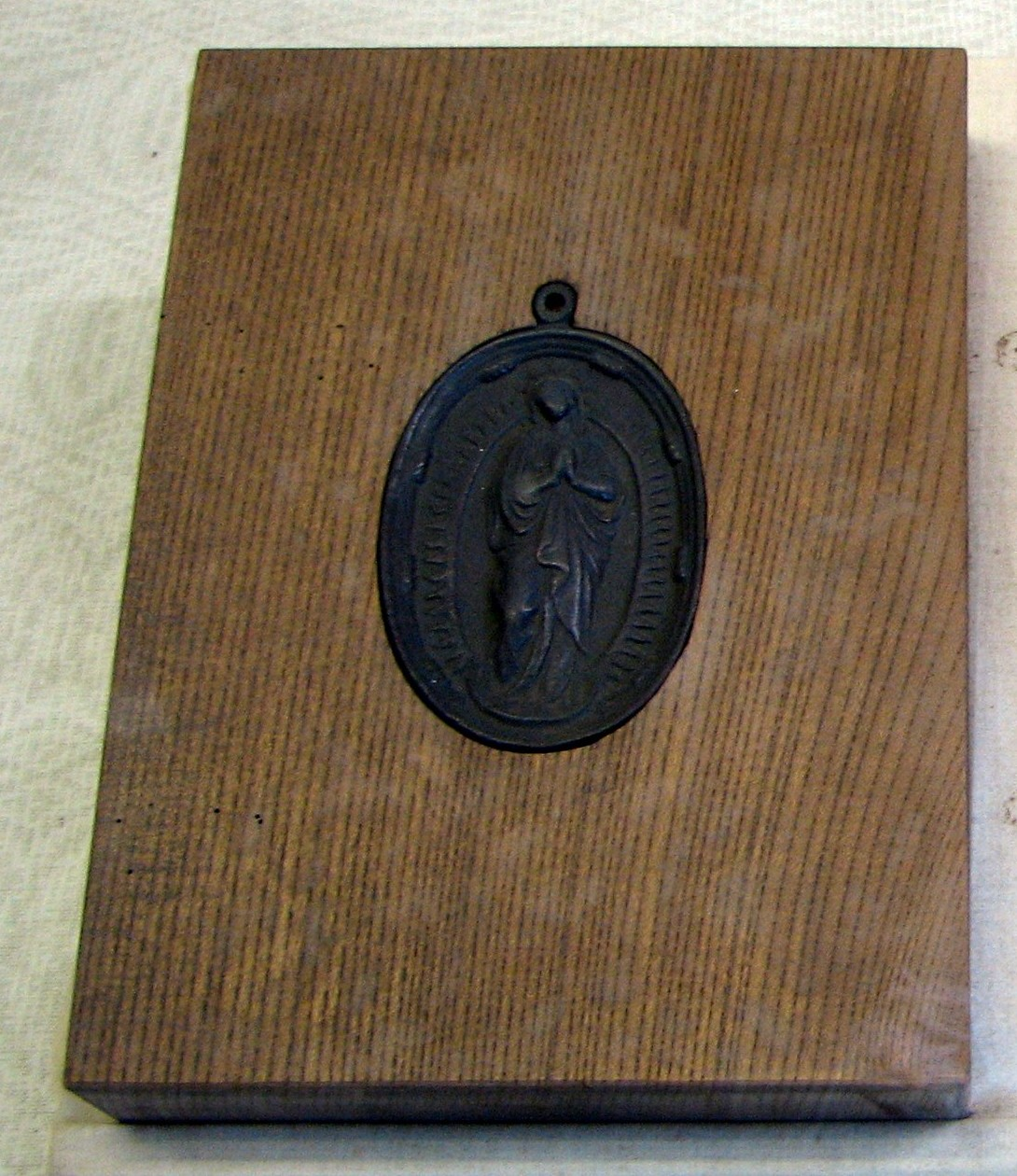
踩踏用瑪利亞像

多是耶穌像、瑪利亞像或十字架。

## 相關文學
在文學名著《格列佛遊記》中，提到日本要求入境外國人踐踏十字架。

## 相關電影
2016年底的美國電影《沉默》(英語：Silence)中，出現了大量的踏繪情節。